# San Pio V

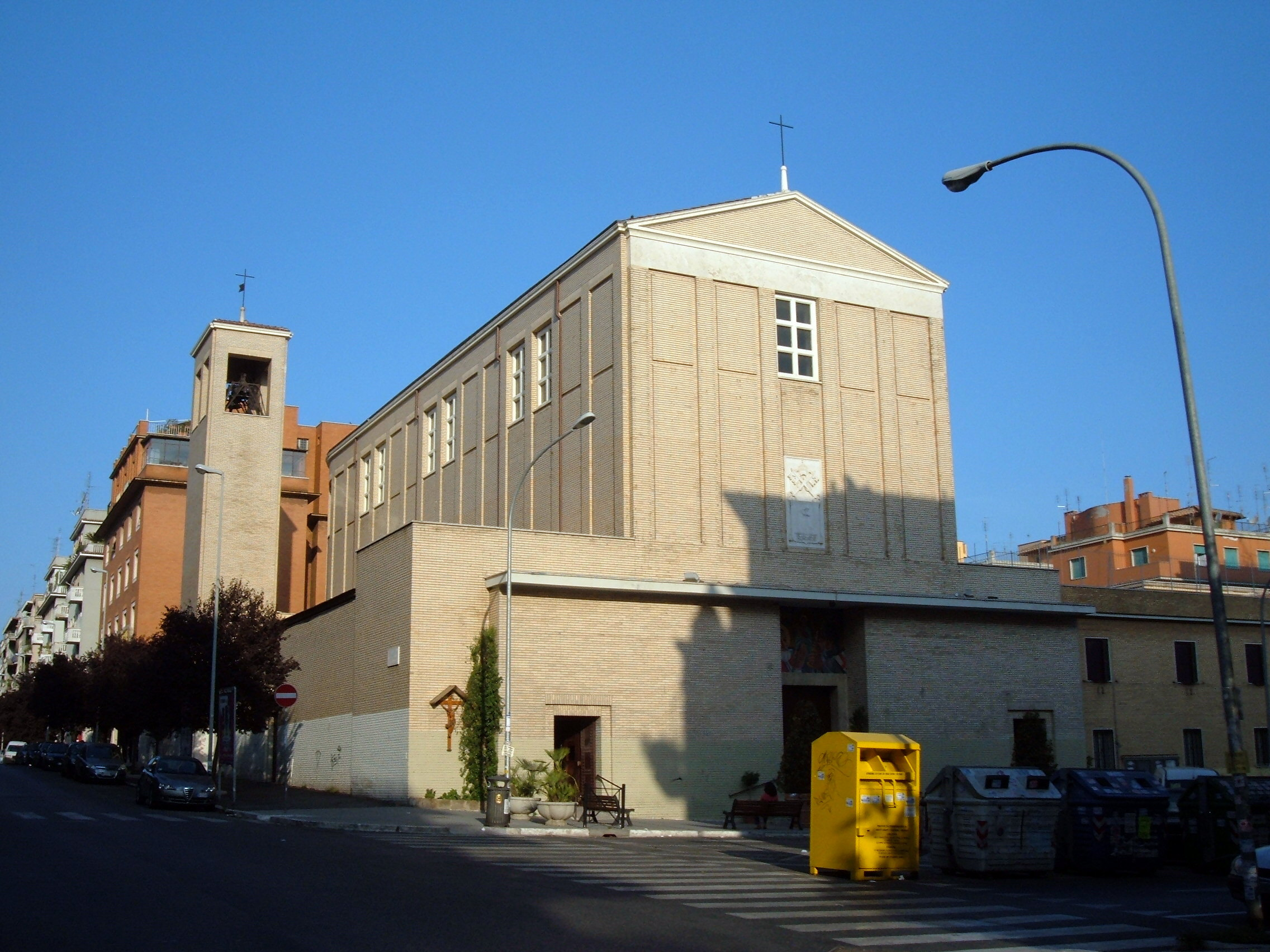
Vista da igreja.

San Pio V é uma igreja titular de Roma localizada no Largo San Pio V, no quartiere Aurelio. É dedicada ao papa São Pio V, protagonista do Concílio de Trento no século XVI. O cardeal-diácono do título cardinalício de São Pio V na Villa Carpegna é James Michael Harvey, arcipreste de San Paolo fuori le Mura.

## História
Esta igreja foi projetada pelo arquiteto Tullio Rossi em 1952 e inaugurada solenemente em 24 de fevereiro de 1962 numa cerimônia de consagração conduzida pelo cardeal-provigário Luigi Traglia. Ela é sede de uma paróquia instituída em 10 de dezembro de 1951 através do decreto Quo aptius atque do cardeal-vigário Clemente Micara. A partir de 1973, é sede também do título cardinalício de São Pio V na Villa Carpegna.

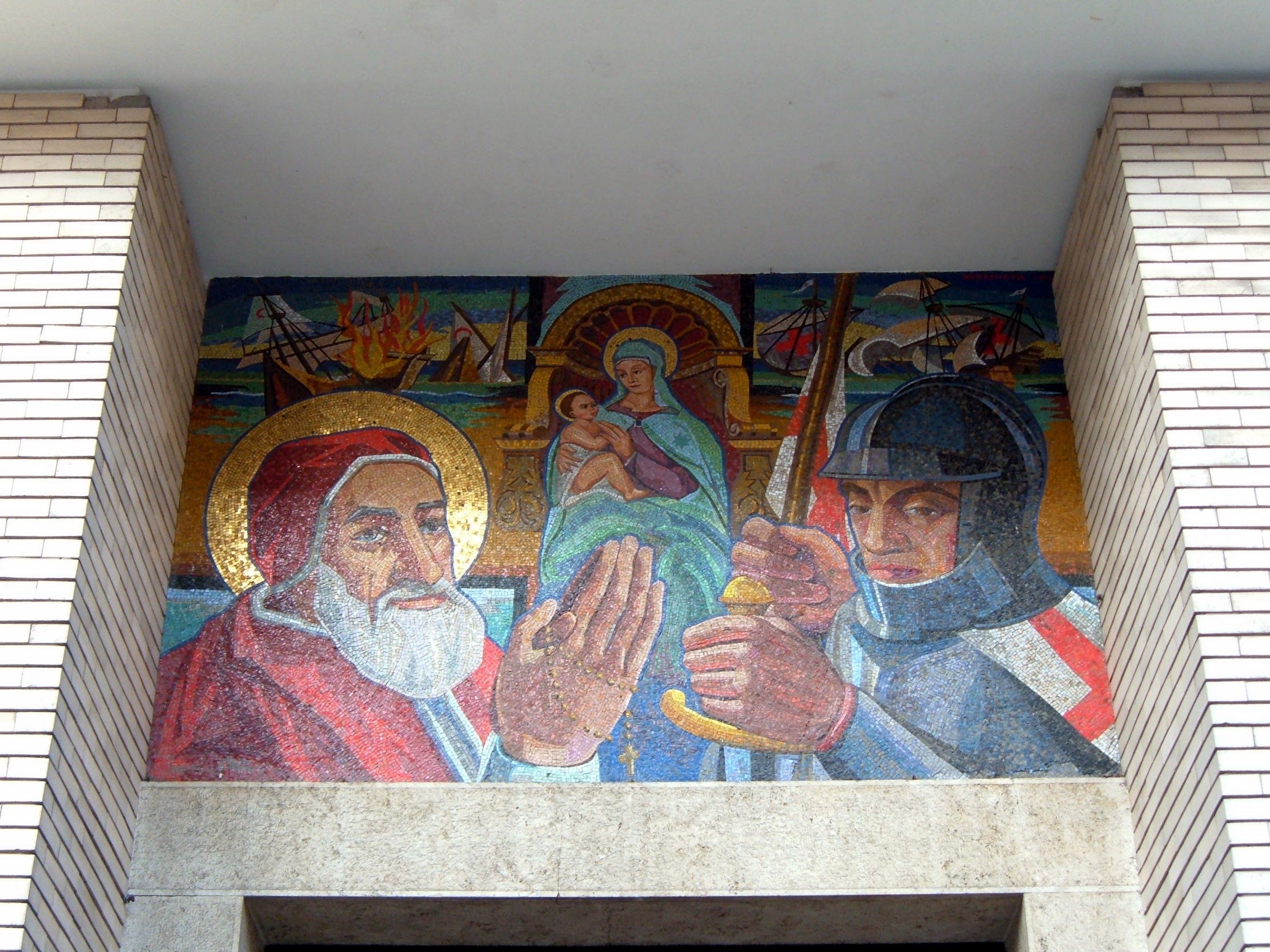
Detalhe do mosaico acima do portal principal.

A paróquia foi visitada pelo papa Paulo VI em 9 de março de 1969 e por São João Paulo II em 28 de outubro de 1979.

## Descrição
Externamente, a igreja apresenta um revestimento em tijolos claros que, em correspondência à nave central no interior, é decorado com reentrâncias retangulares. A fachada é destacada do edifício e, na parte inferior, caracterizada por uma estreita cobertura pouco proeminente que abriga os três portais. O central é encimado por um mosaico de Joseph Franz Strachota chamado "São Pio V, a Virgem e o Menino e cenas da Batalha de Lepanto" (a Virgem é a Madonna del Riposo, um famoso ícone abrigado na igreja vizinha, mais antiga, Santa Maria del Riposo; a igreja conta ainda com uma segunda reprodução desta imagem, no fundo da nave à direta do altar-mor). A parte superior, também na seção correspondente à nave central, é decorada por seis lesenas também de tijolos com um beiral marmóreo no topo; no centro, sob uma grande janela retangular, está o brasão de mármore do papa Pio XII. Do lado esquerdo da igreja está o campanário.
O interior apresenta uma planta basilical, com três naves separadas por colunas pintadas como se fossem de mármore vermelho. As duas naves laterais são mais baixas do que a central. Ao longo da nave da esquerda se abrem seis capelas: a primeira é o batistério, com uma antiga pia batismal no centro encimada por um crucifixo e um afresco de Igino Cupelloni chamado "Batismo de Cristo" no fundo. A nova pia batismal, flanqueada por uma estátua de bronze de São João Batista de Goffredo Verginelli, fica no fundo da nave, perto da imagem da Madonna del Riposo. Na parede de fundo da nave da direita, do outro lado, está a capela do Santíssimo Sacramento, com o sacrário encimado por um baixo-relevo dos "Discípulos de Emaús". A nave central, com duas ordens de janelas (quadradas com vitrais coloridos embaixo e retangulares com vidros simples em cima) termina numa abside semicircular. Esta última é ocupada em grande parte pelo presbitério, realçado por alguns degraus em respeito ao resto da igreja, com o altar-mor no centro e, mais pro fundo, o trono episcopal de mármore com incrustações decorativas em mosaico; no fundo desta última está uma imagem de "São Pio V" e, mais pra cima, um Crucifixo, de Francesco Nagni, flanqueado por seis anjos segurando tochas em bronze de Goffredo Verginelli. Outras obras presentes nesta igreja são a Via Crúcis de Angelo Biancini, um "Anjo" em gesso de Duilio Cambellotti, uma estátua de "Santa Catarina de Siena" de Antonio Berti e outras estátuas de santos de Alessandro Monteleone e Michele Guerrisi.

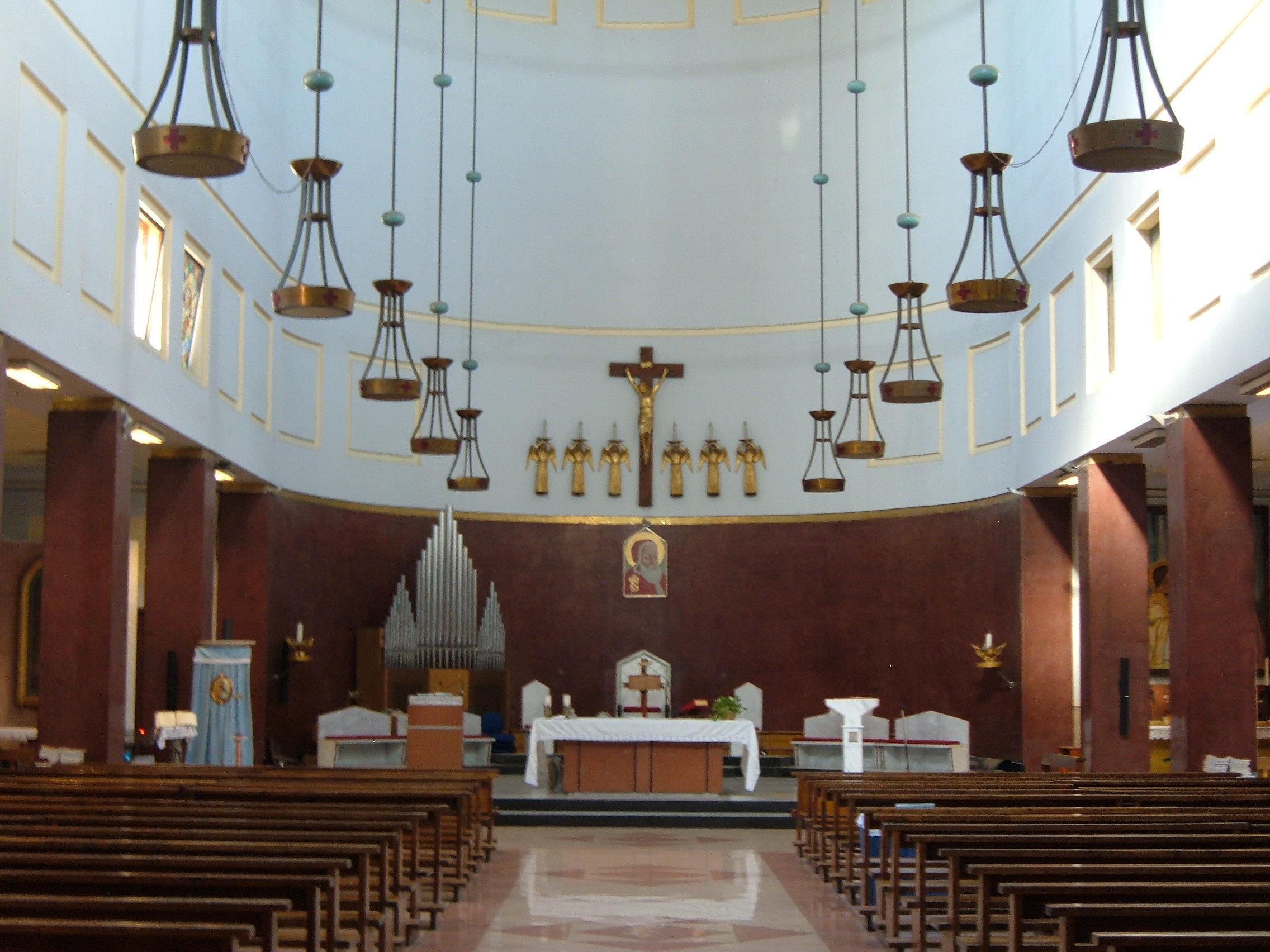
Vista do interior.

Na abside, no piso à esquerda do presbitério, está um órgão de tubos construído em 1994.